# Campeonato Brasileiro de Futebol Feminino de 2024 - Série A2
A Série A2 do Campeonato Brasileiro Feminino de 2024 será a oitava edição deste evento esportivo, um torneio nacional de futebol feminino organizado pela Confederação Brasileira de Futebol (CBF).

## Antecedentes
A Série A2 do Campeonato Brasileiro Feminino foi realizada pela primeira vez em 2017. Nas duas primeiras edições, o regulamento permaneceu semelhante, apenas alterando o número de participantes. De 2019 a 2021, a competição foi disputada por 36 agremiações, contando com representantes de todas as unidades federativas.
Em 18 de maio de 2021, a CBF confirmou para o calendário de 2022 a criação da Série A3. Para viabilizar a nova competição, o número de participantes da Série A2 foi reduzido de de 36 para 16. Em 2023 o número de participantes continuou o mesmo, porém mudando o regulamento da primeira fase, continuando o mesmo em 2024.

## Formato e participantes
Nas quartas de final, os clubes se enfrentaram no sistema eliminatório ("mata-mata") classificando-se o vencedor de cada grupo. Na semifinal, os clubes também se enfrentaram no sistema eliminatório classificando-se o vencedor de cada grupo para a final, onde, por fim, os dois clubes se enfrentaram também no sistema eliminatório para definir o campeão.
1. Primeira fase: 16 clubes se dividem em dois grupos de 8 times regionalizados, jogando em turno único
2. Segunda fase (quartas de final): oito clubes distribuídos em quatro grupos de dois clubes cada
3. Terceira fase (semifinal): quatro clubes distribuídos em dois grupos de dois clubes cada
4. Quarta fase (final): em um grupo de dois clubes, de onde sairá o campeão

Os quatro últimos colocados independentemente dos grupos, serão rebaixados para a Série A3 de 2025.

### Critérios de desempate
Em caso de empate de pontos entre dois clubes, os critérios de desempate são aplicados na seguinte ordem:
1. Número de vitórias
2. Saldo de gols
3. Gols marcados
4. Número de cartões vermelhos
5. Número de cartões amarelos
6. Sorteio

## Participantes
| Equipe               | Estado            | Em 2023         | Estádio (mando)        | Capacidade | Títulos        |
| -------------------- | ----------------- | --------------- | ---------------------- | ---------- | -------------- |
| 3B da Amazônia       | Amazonas          | 8.º             | Arena da Amazônia      | 44 000     | 0 (não possui) |
| Athletico Paranaense | Paraná            | 14.º (Série A1) | CAT do Caju            | 1 356      | 0 (não possui) |
| Bahia                | Bahia             | 13.º (Série A1) | Pituaçu                | 32 157     | 0 (não possui) |
| Doce Mel             | Bahia             | 7.º (Série A3)  | Waldomirão             | 4 000      | 0 (não possui) |
| Fortaleza            | Ceará             | 6.º             | CT Ribamar Bezerra     | 1 000      | 0 (não possui) |
| JC                   | Amazonas          | 5.º             | Floro de Mendonça      | 5 000      | 0 (não possui) |
| Juventude            | Rio Grande do Sul | 3.º (Série A3)  | Montanha dos Vinhedos  | 15 000     | 0 (não possui) |
| Minas Brasília       | Distrito Federal  | 11.º            | Bezerrão               | 20 310     | 1 (2018)       |
| Mixto                | Mato Grosso       | 1.º (Série A3)  | Dutrinha               | 7 500      | 0 (não possui) |
| Recanto Interativo   | Amazonas          | 5.º (Série A3)  | Carlos Zamith          | 6 500      | 0 (não possui) |
| Remo                 | Pará              | 2.º (Série A3)  | Baenão                 | 13 792     | 0 (não possui) |
| São José-SP          | São Paulo         | 10.º            | CE João do Pulo        | 500        | 0 (não possui) |
| Sport                | Pernambuco        | 12.º            | Arthur Tavares de Melo | 4 000      | 0 (não possui) |
| AD Taubaté           | São Paulo         | 9.º             | Ninho da Garça         | 15 769     | 0 (não possui) |
| UDA                  | Alagoas           | 7.º             | Rei Pelé               | 17 127     | 0 (não possui) |
| VF4                  | Paraíba           | 4.º (Série A3)  | Almeidão               | 25 770     | 0 (não possui) |

## Estádios

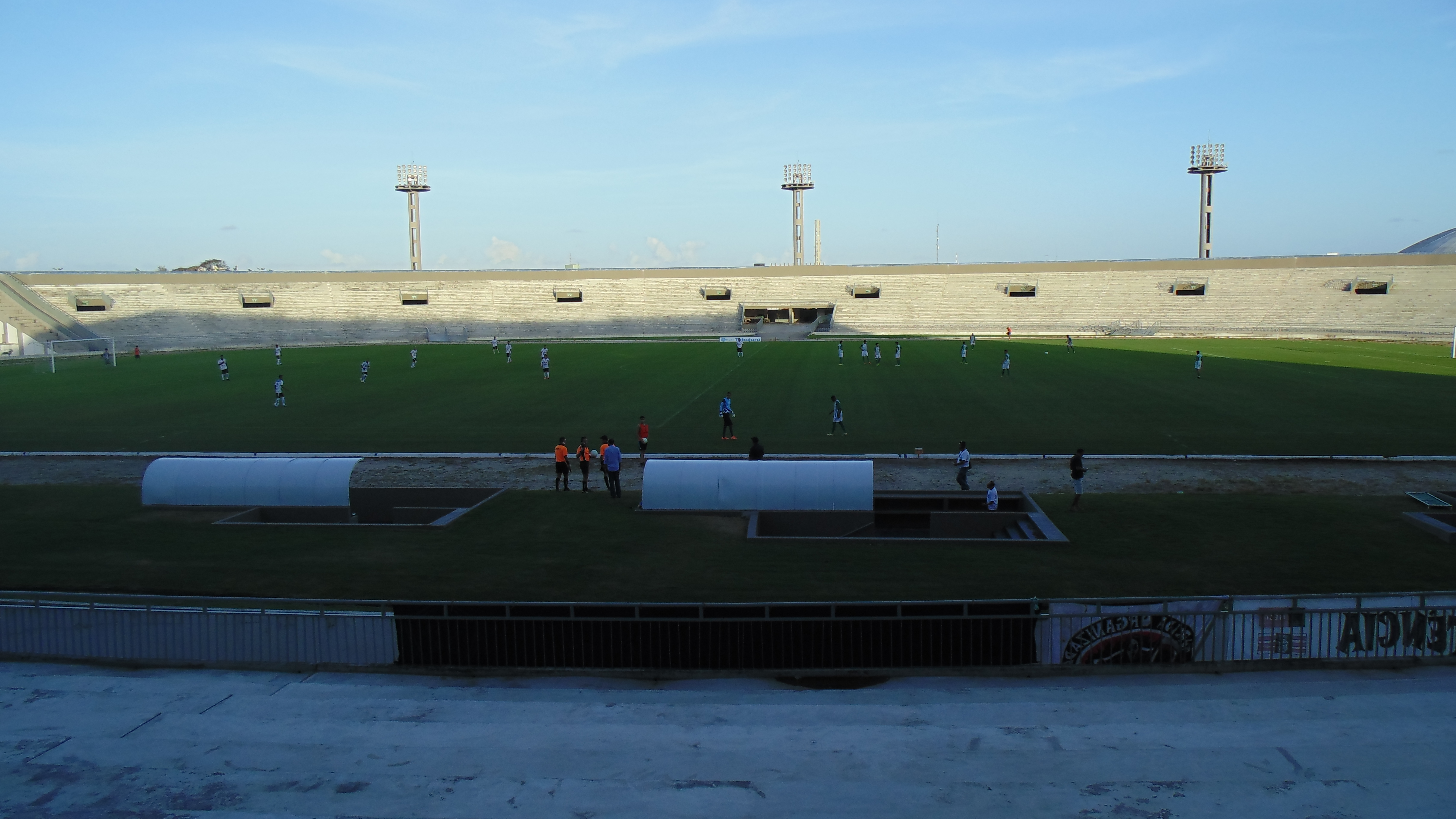
Almeidão
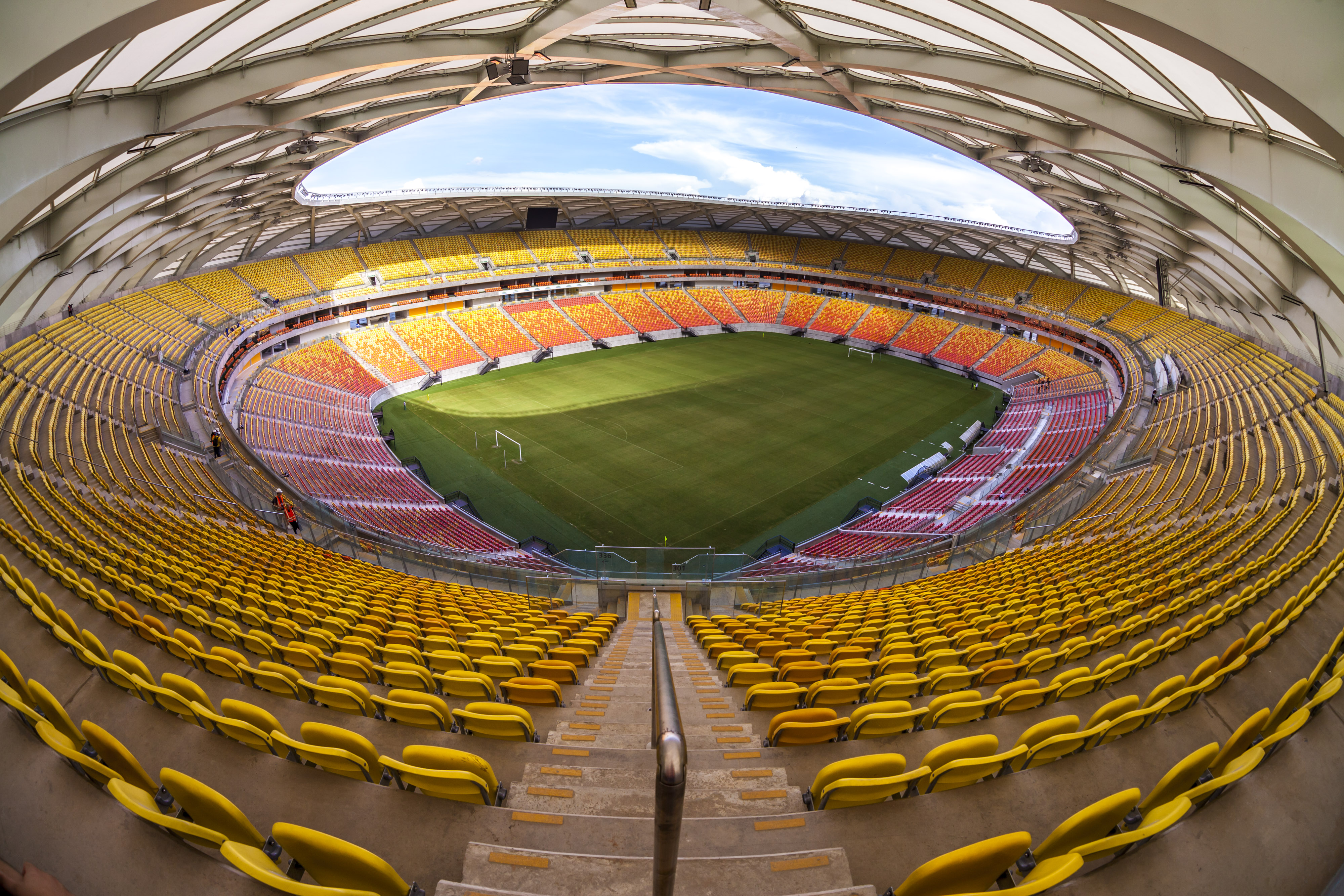
Arena da Amazônia
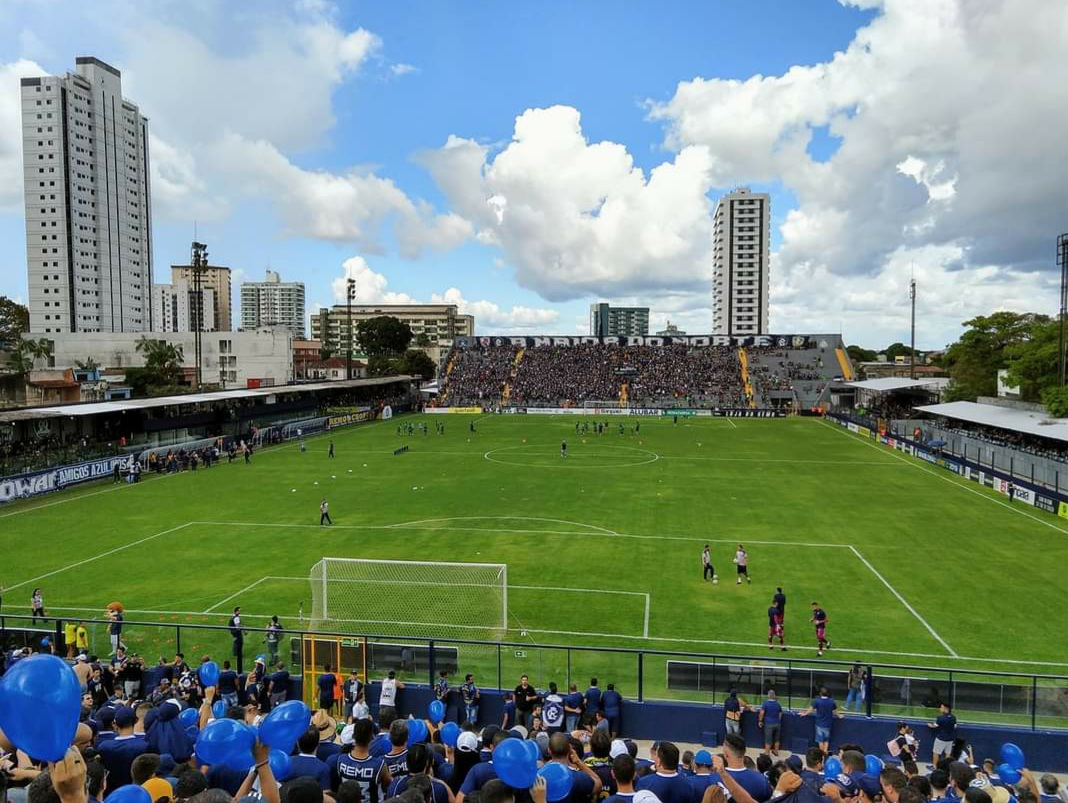
Baenão
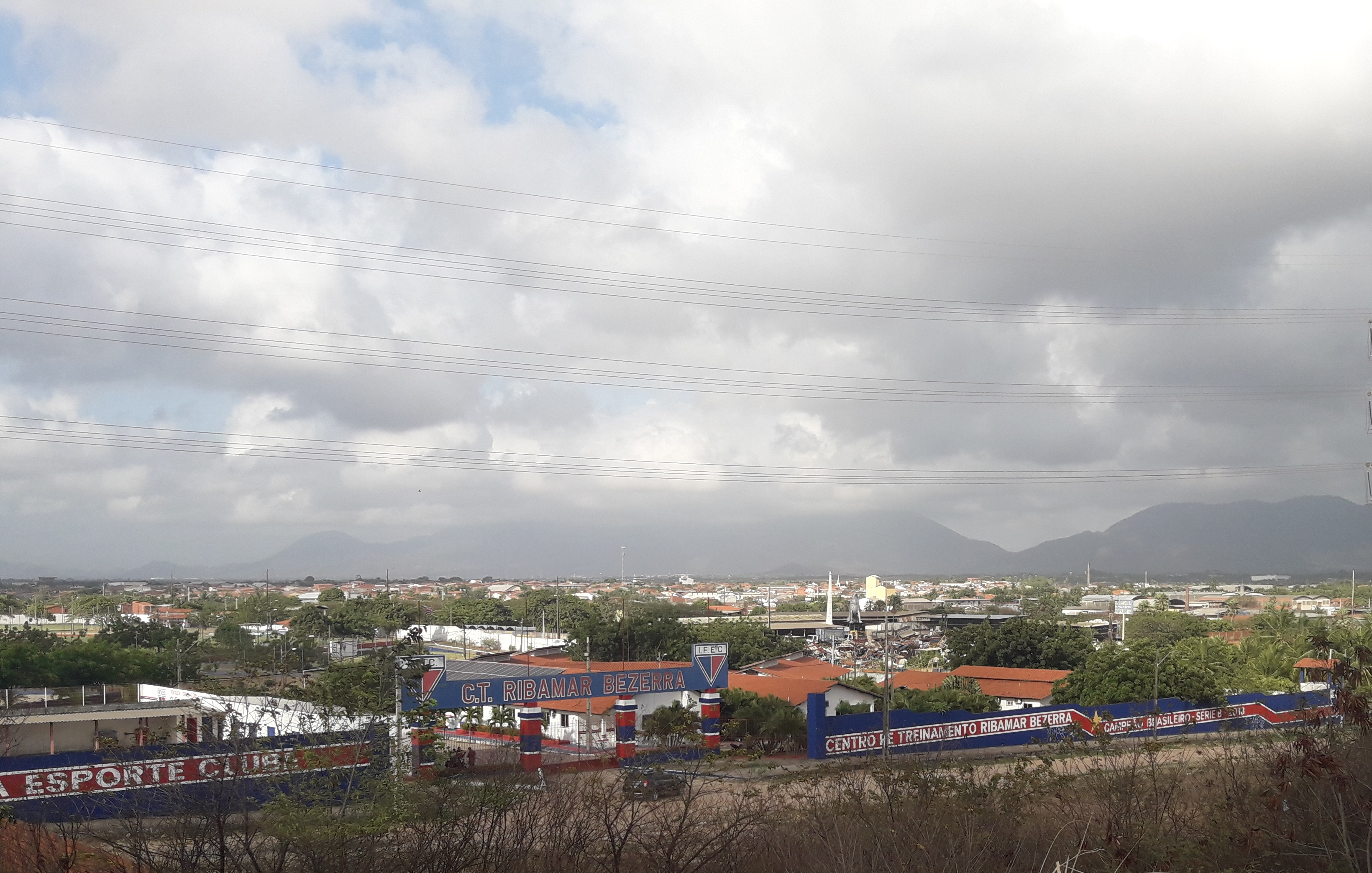
CT Ribamar Bezerra
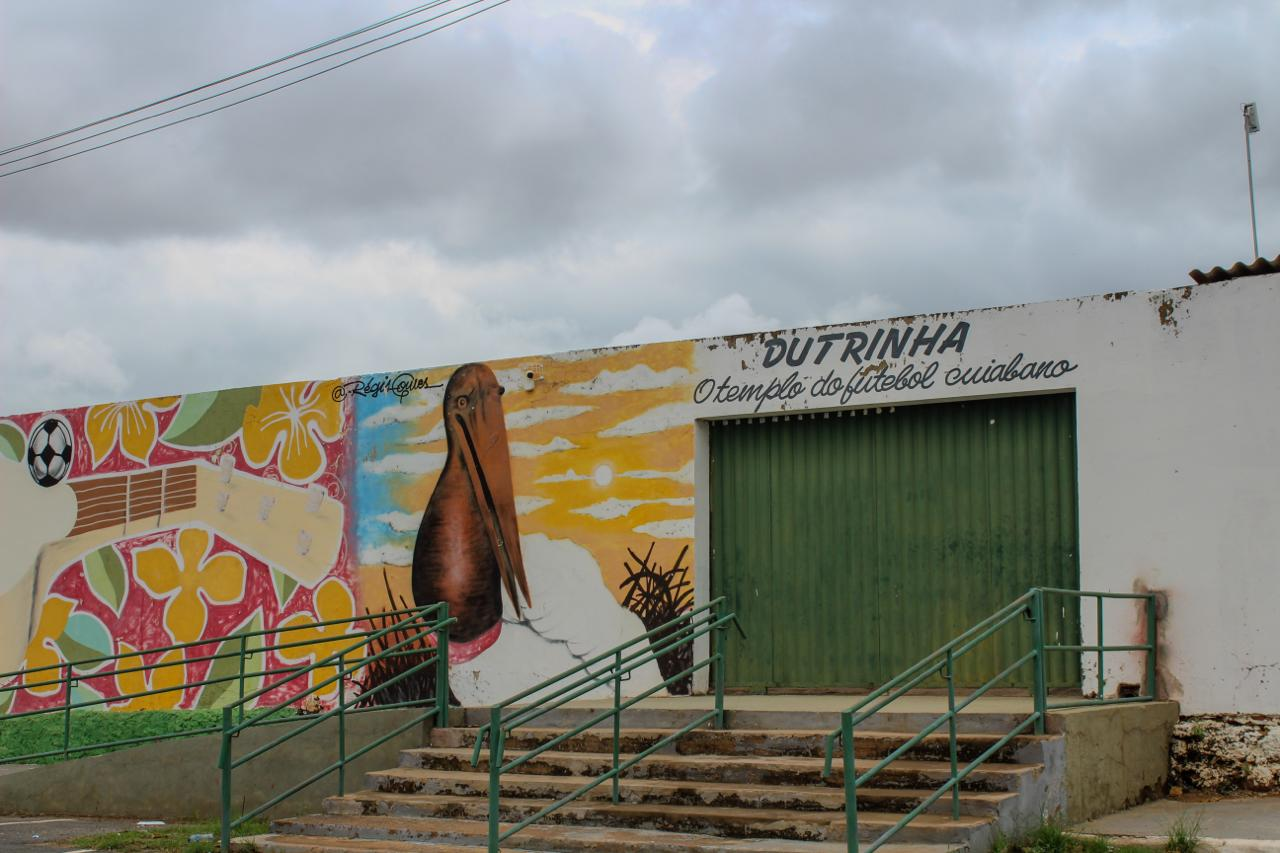
Dutrinha
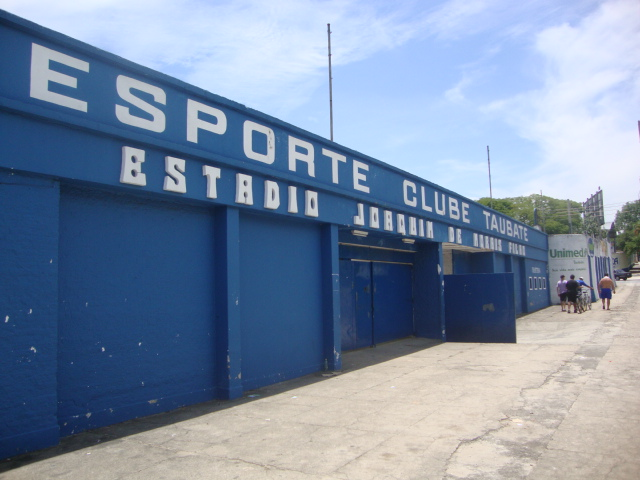
Joaquinzão
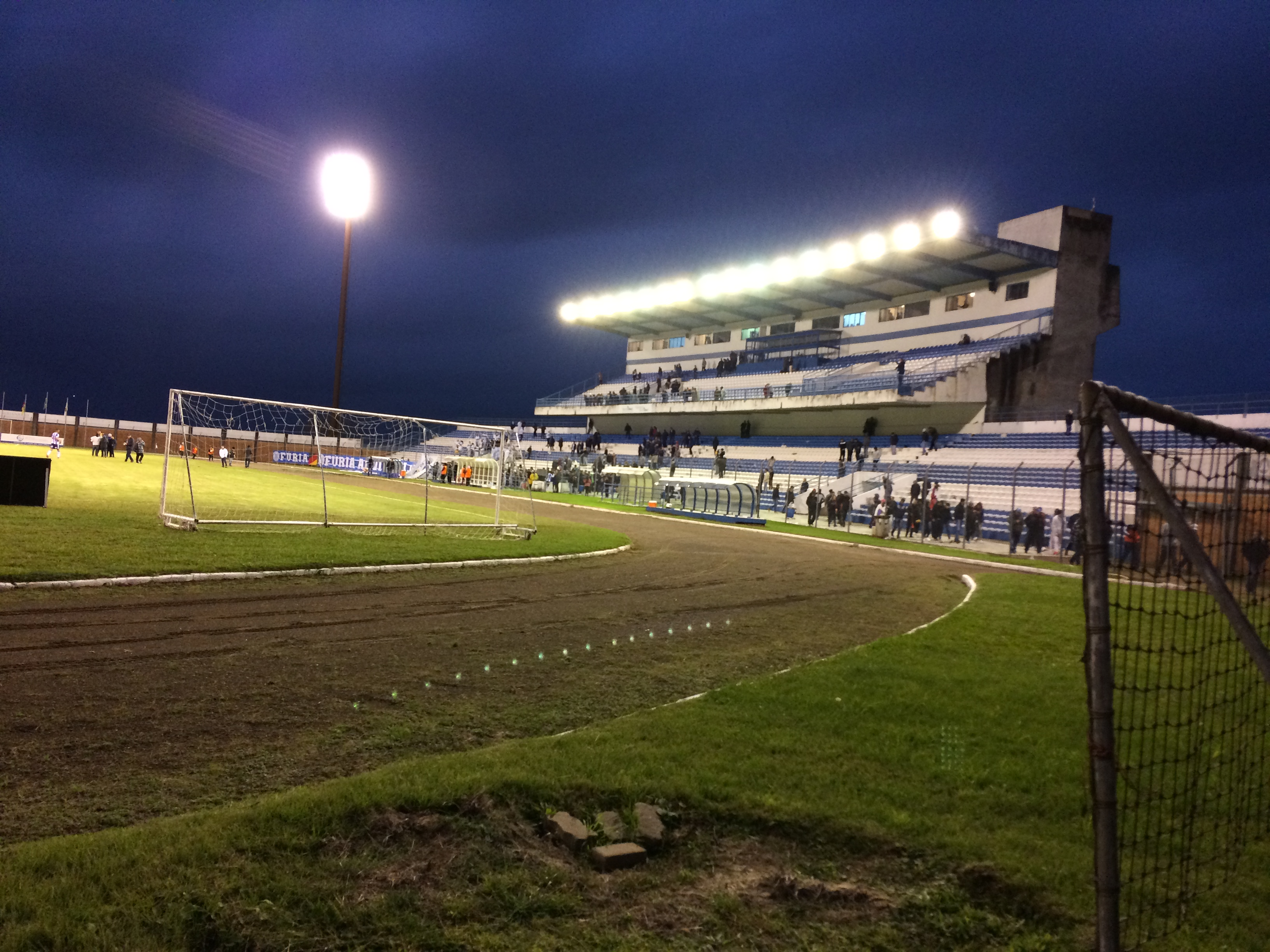
Montanha dos Vinhedos
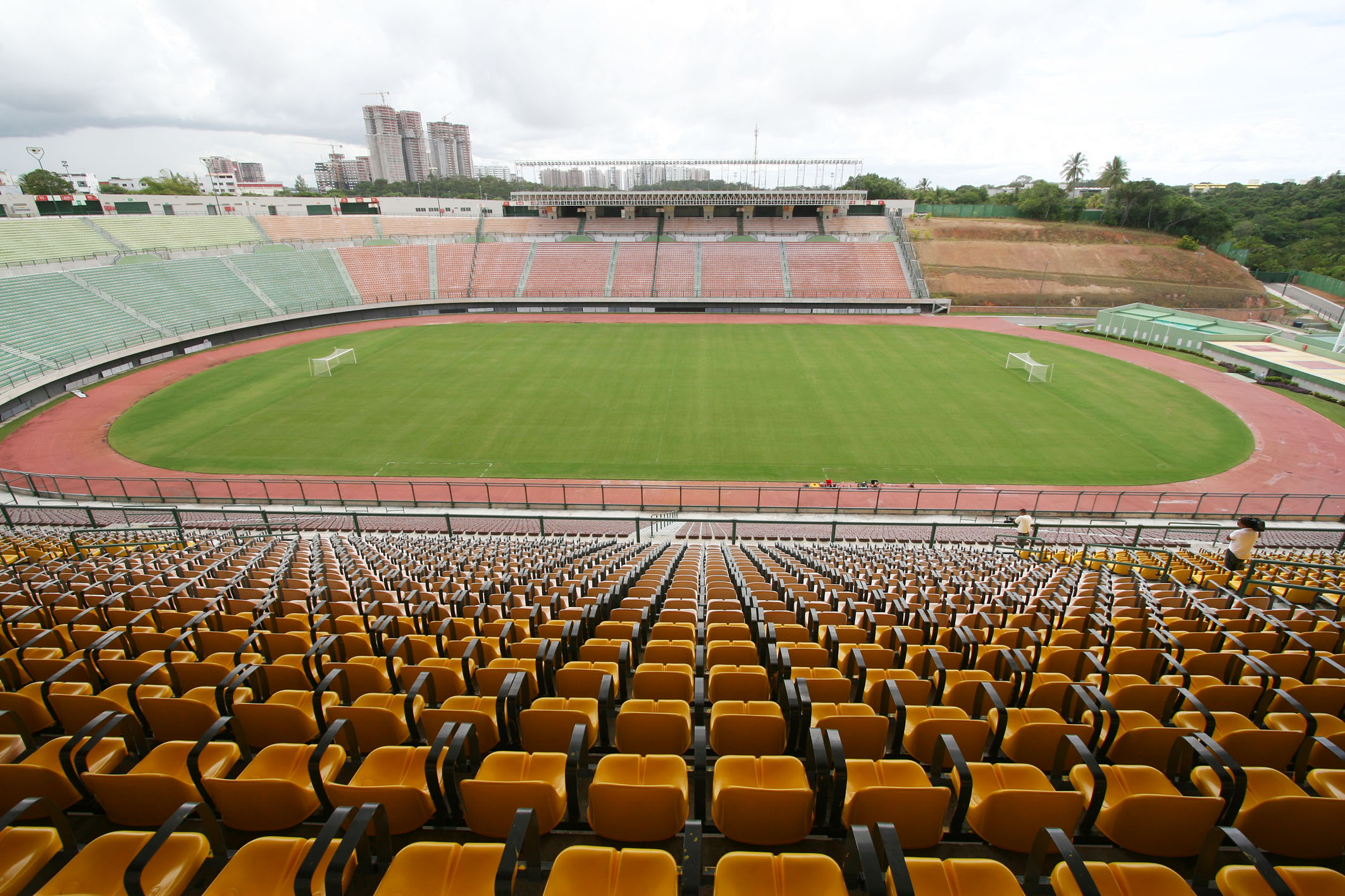
Pituaçu
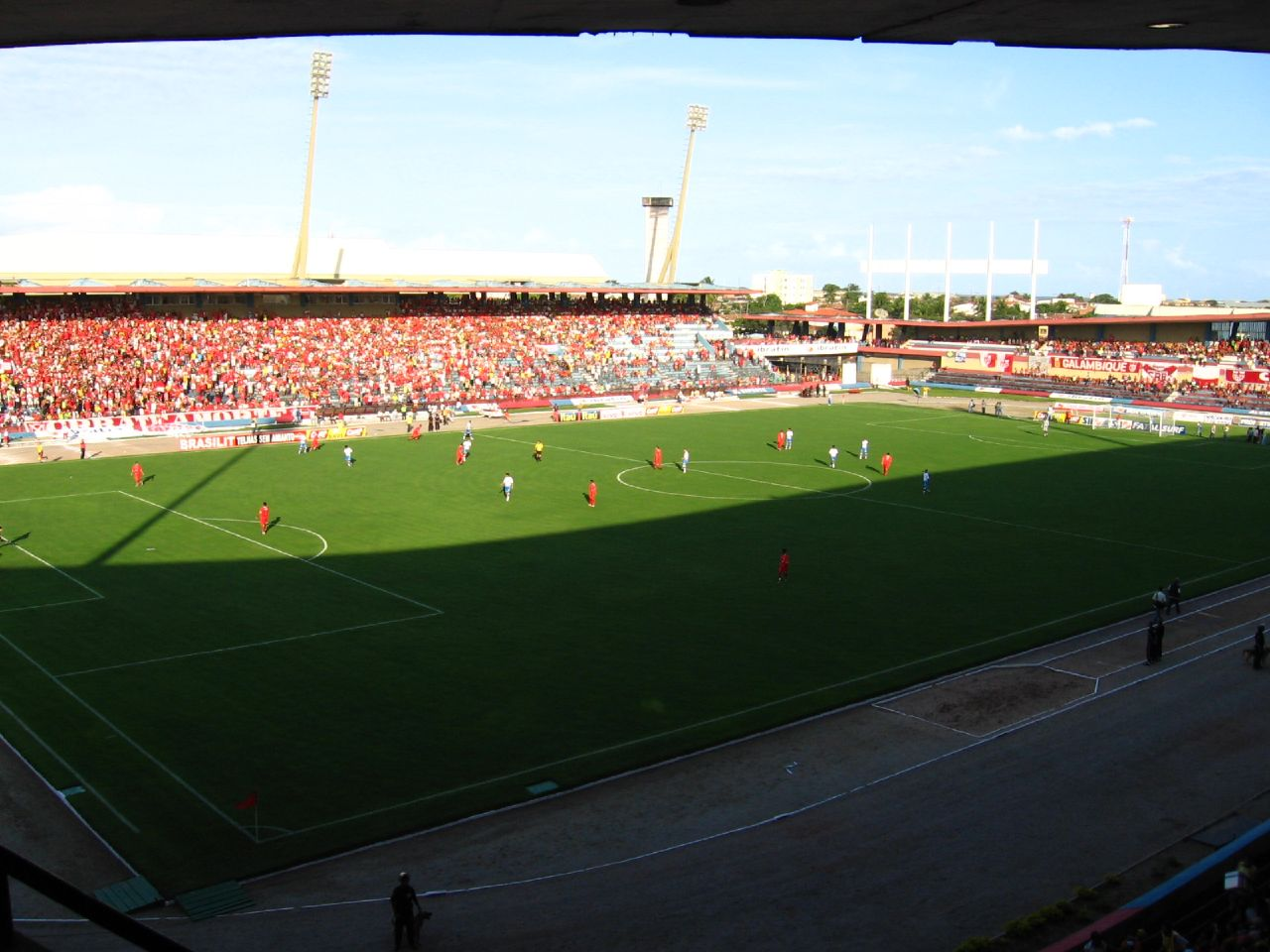
Rei Pelé

### Outros estádios
Além dos estádios de mando usual, outros estádios foram utilizados devido a punições de perda de mando de campo impostas pelo Superior Tribunal de Justiça Desportiva ou por conta de problemas de interdição dos estádios usuais ou simplesmente por opção dos clubes em mandar seus jogos em outros locais, geralmente buscando uma melhor renda.

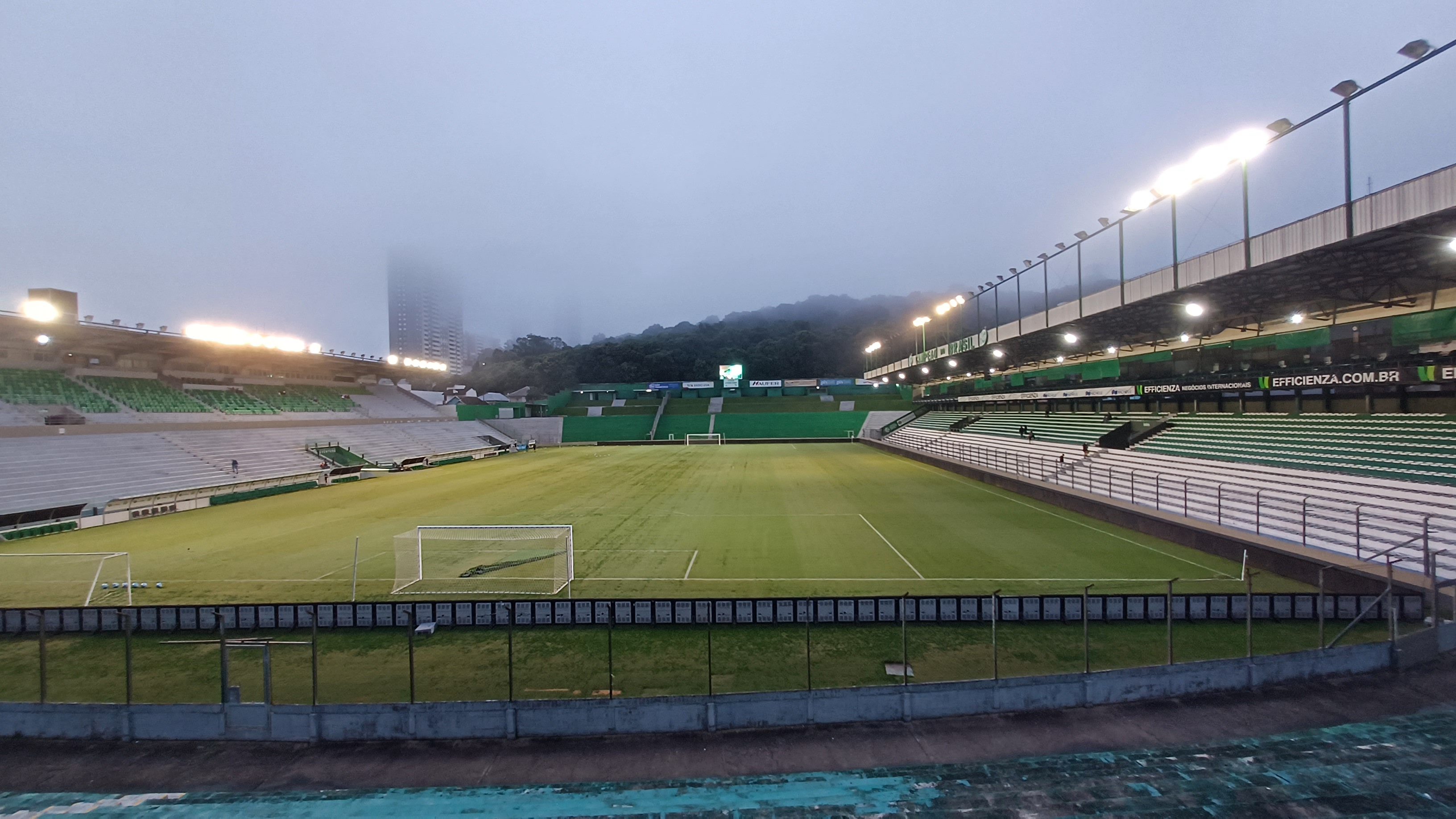
Alfredo Jaconi (Caxias do Sul)
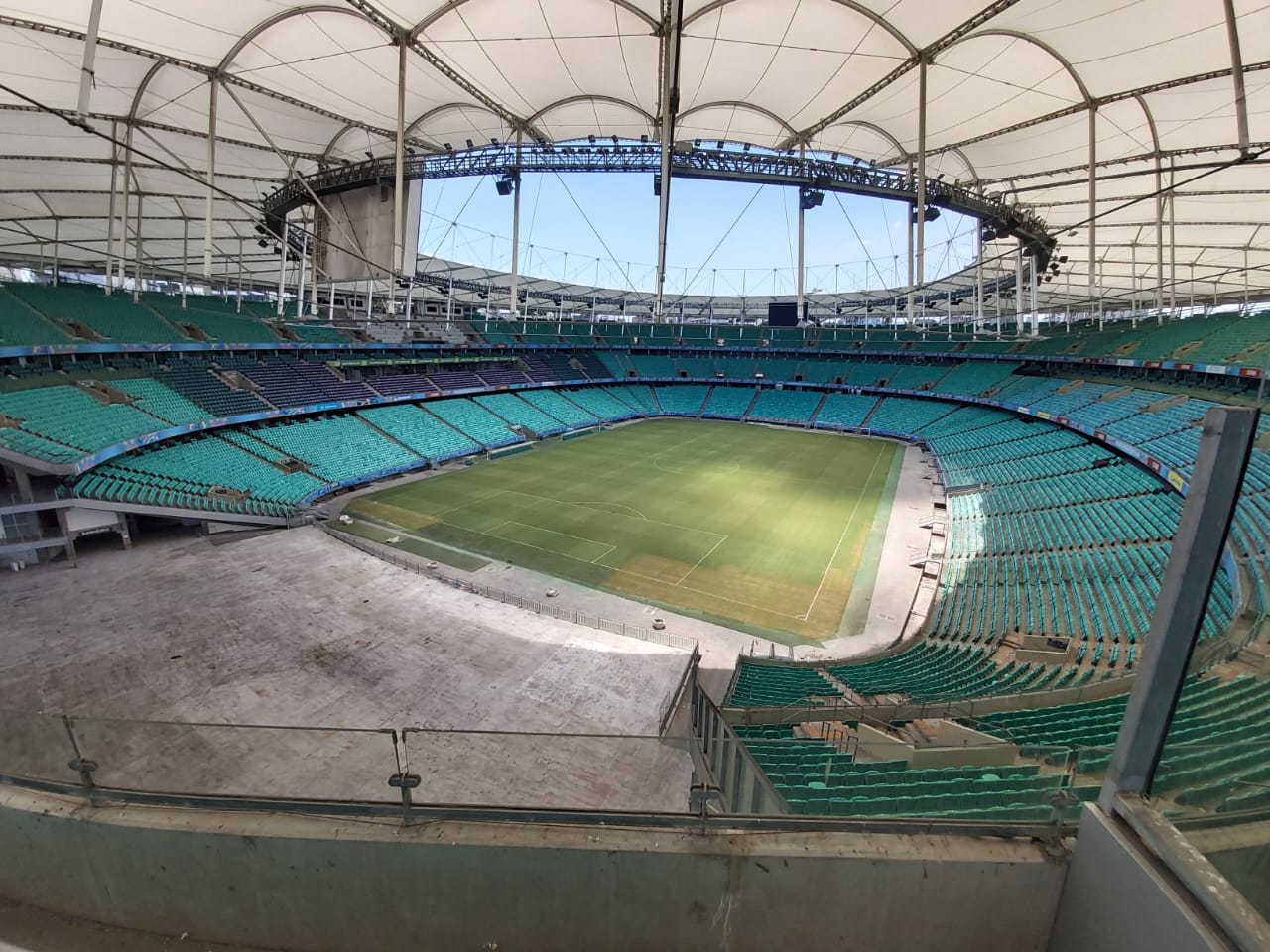
Arena Fonte Nova (Salvador)
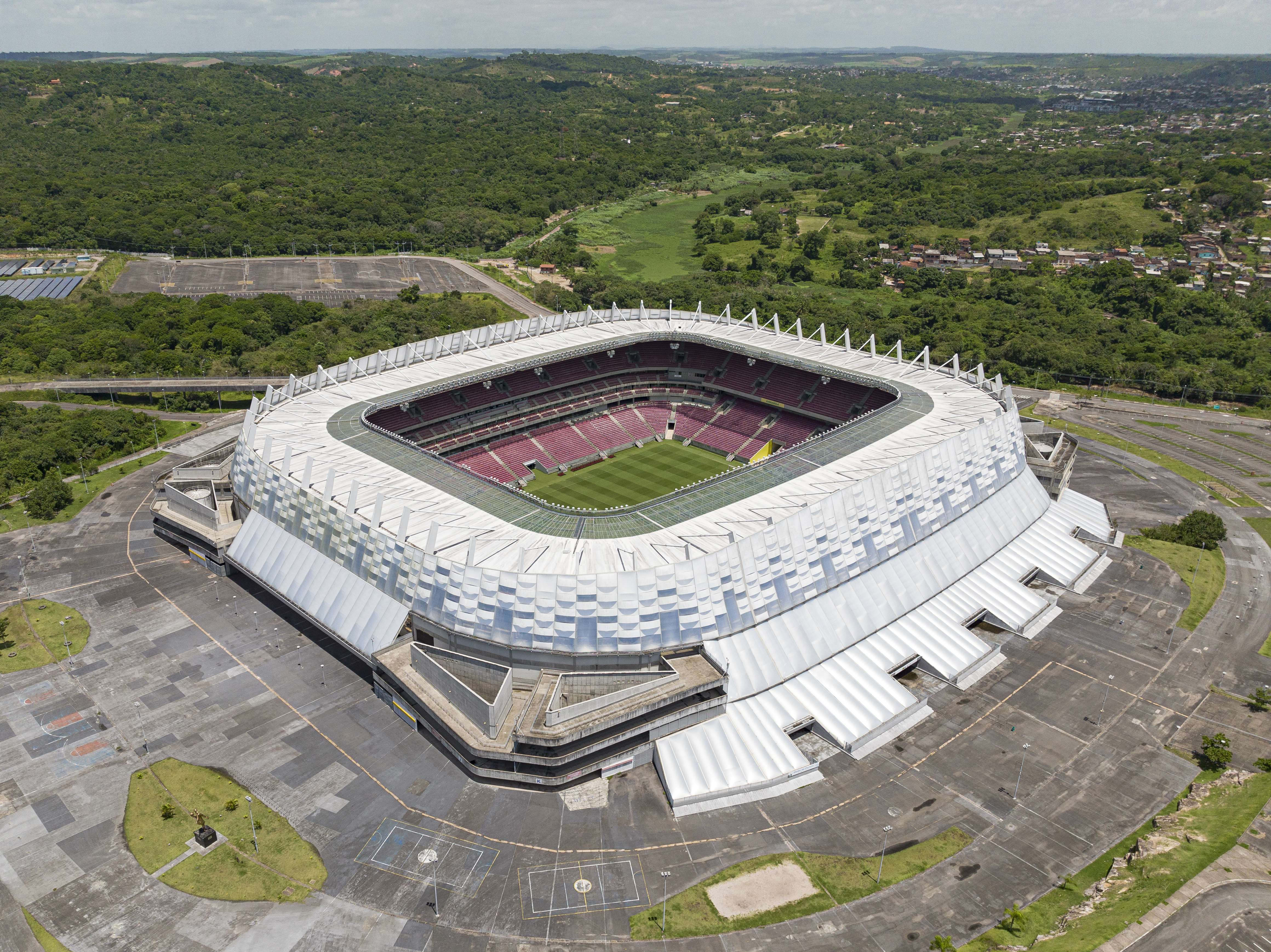
Arena Pernambuco (São Lourenço da Mata)
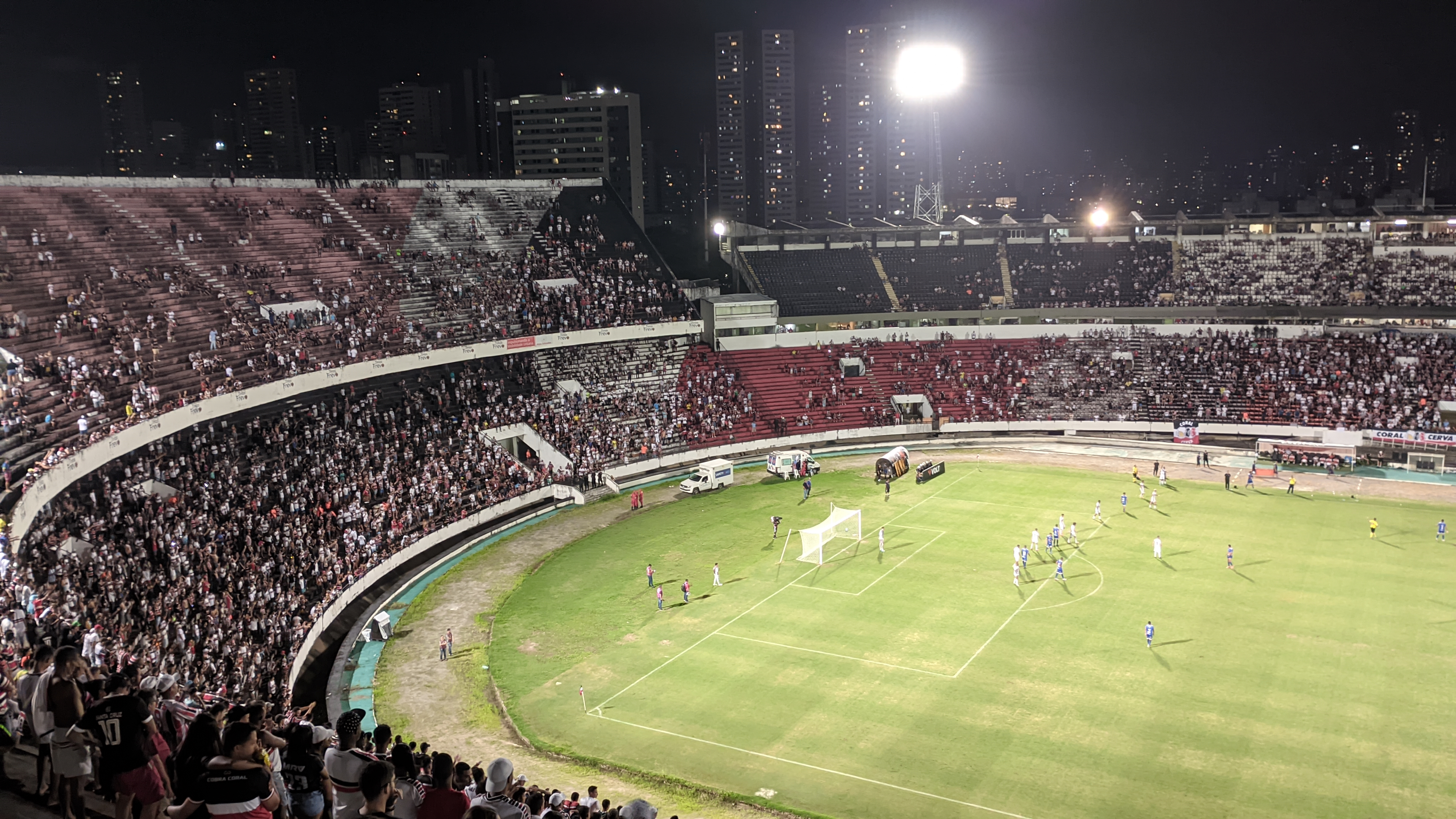
Arruda (Recife)
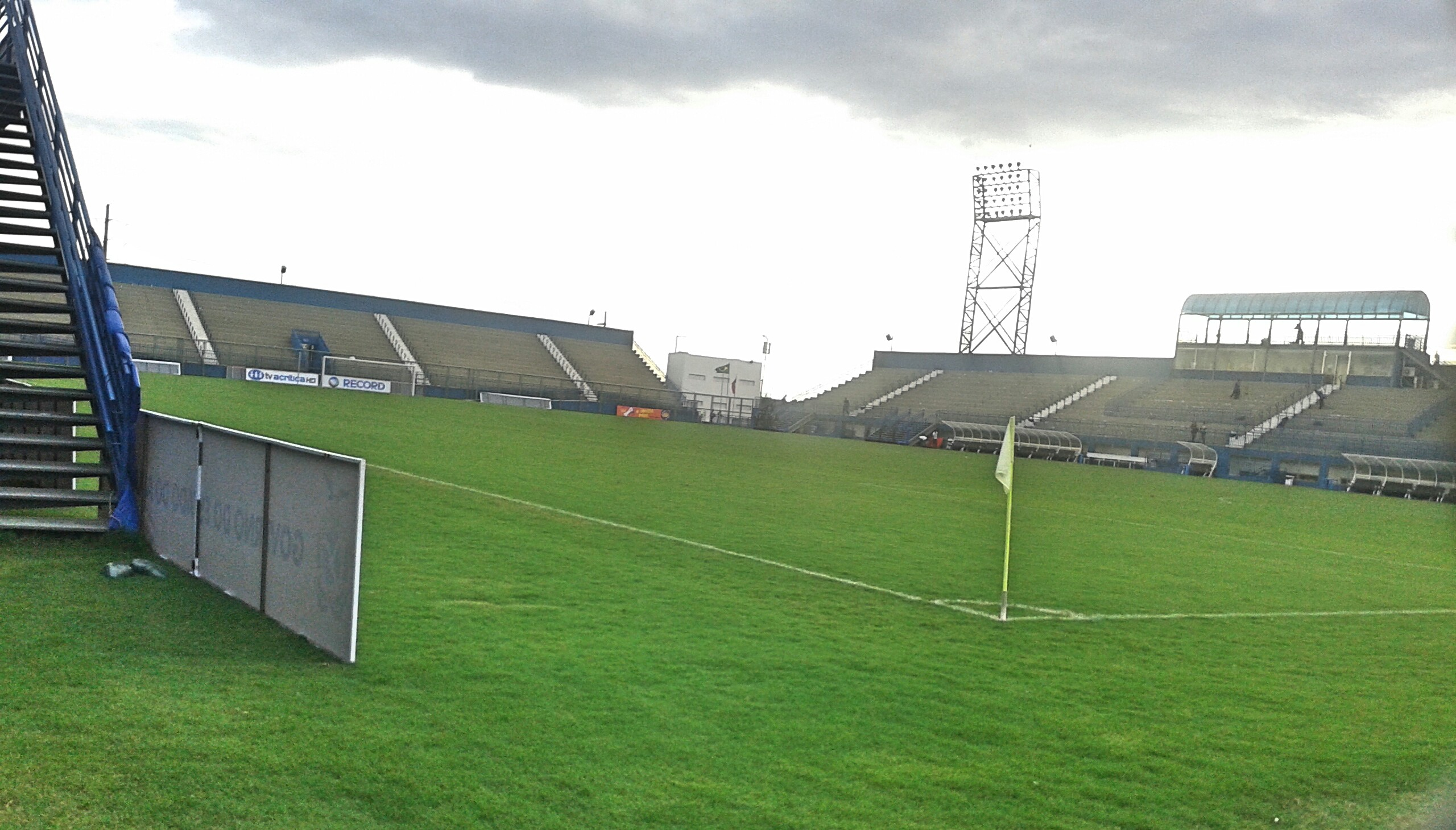
Colina (Manaus)
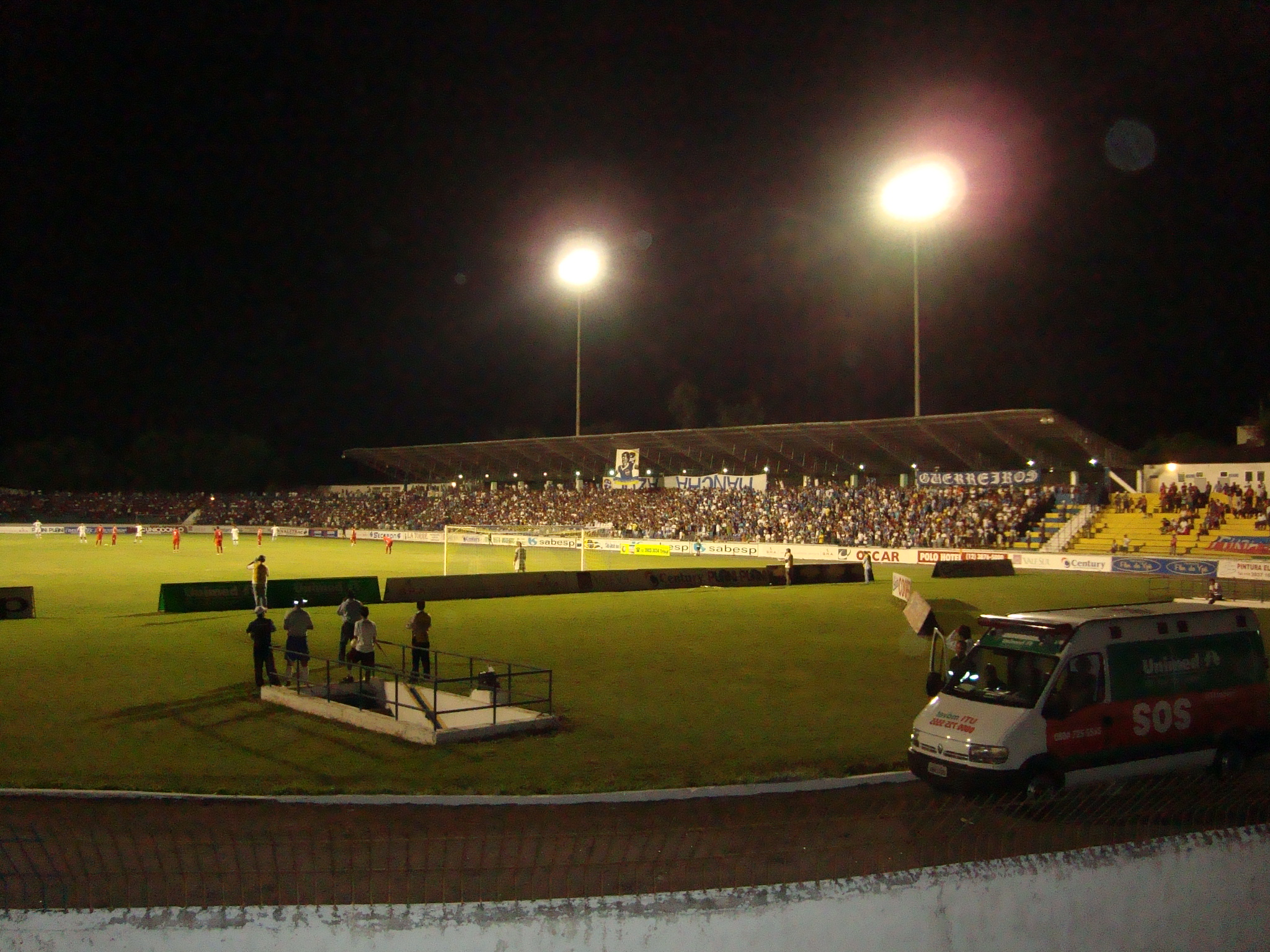
Martins Pereira (São José dos Campos)

Ainda foi utilizado o Raimundão (Caucaia)

## Classificação da primeira fase

### Grupo A
| Pos. | Equipes              | P  | J | V | E | D | GP | GC | SG  | %  | Classificação ou rebaixamento        |
| ---- | -------------------- | -- | - | - | - | - | -- | -- | --- | -- | ------------------------------------ |
| 1    | Bahia                | 16 | 7 | 5 | 1 | 1 | 16 | 4  | +12 | 76 | Zona de classificação à próxima fase |
| 2    | Juventude            | 12 | 7 | 4 | 0 | 3 | 11 | 7  | +4  | 57 | Zona de classificação à próxima fase |
| 3    | Athletico Paranaense | 12 | 7 | 3 | 3 | 1 | 7  | 5  | +2  | 57 | Zona de classificação à próxima fase |
| 4    | Mixto                | 11 | 7 | 3 | 2 | 2 | 15 | 7  | +8  | 52 | Zona de classificação à próxima fase |
| 5    | Minas Brasília       | 10 | 7 | 3 | 1 | 3 | 8  | 5  | +3  | 48 | Eliminados na primeira fase          |
| 6    | AD Taubaté           | 9  | 7 | 2 | 3 | 2 | 7  | 4  | +3  | 43 | Eliminados na primeira fase          |
| 7    | São José-SP          | 8  | 7 | 2 | 2 | 3 | 5  | 8  | –3  | 38 | Eliminados na primeira fase          |
| 8    | Doce Mel             | 0  | 7 | 0 | 0 | 7 | 1  | 30 | –29 | 0  | Zona de rebaixamento à Série A3 2025 |

#### Desempenho por rodada
Clubes que lideraram o grupo ao final de cada rodada:
| Rodadas | Rodadas | Rodadas | Rodadas | Rodadas | Rodadas | Rodadas |     |
| ------- | ------- | ------- | ------- | ------- | ------- | ------- | --- |
| 1       | 2       | 3       | 4       | 5       | 6       | 7       |     |
| ADT     | BAH     | BAH     | BAH     | BAH     | BAH     | BAH     | BAH |

Clubes que ficaram na última posição do grupo ao final de cada rodada:
| Rodadas | Rodadas | Rodadas | Rodadas | Rodadas | Rodadas | Rodadas |
| ------- | ------- | ------- | ------- | ------- | ------- | ------- |
| 1       | 2       | 3       | 4       | 5       | 6       | 7       |
| DOC     |         |         |         |         |         |         |

### Grupo B
| Pos. | Equipes            | P  | J | V | E | D | GP | GC | SG  | %  | Classificação ou rebaixamento        |
| ---- | ------------------ | -- | - | - | - | - | -- | -- | --- | -- | ------------------------------------ |
| 1    | 3B da Amazônia     | 19 | 7 | 6 | 1 | 0 | 26 | 2  | +24 | 90 | Zona de classificação à próxima fase |
| 2    | Sport              | 15 | 7 | 4 | 3 | 0 | 18 | 3  | +15 | 71 | Zona de classificação à próxima fase |
| 3    | Fortaleza          | 12 | 7 | 4 | 0 | 3 | 21 | 9  | +12 | 57 | Zona de classificação à próxima fase |
| 4    | JC                 | 12 | 7 | 4 | 0 | 3 | 15 | 9  | +6  | 57 | Zona de classificação à próxima fase |
| 5    | Remo               | 10 | 7 | 3 | 1 | 3 | 14 | 9  | +5  | 48 | Eliminados na primeira fase          |
| 6    | UDA                | 7  | 7 | 2 | 1 | 4 | 10 | 17 | –7  | 33 | Zona de rebaixamento à Série A3 2025 |
| 7    | VF4                | 6  | 7 | 2 | 0 | 5 | 5  | 24 | –19 | 29 | Zona de rebaixamento à Série A3 2025 |
| 8    | Recanto Interativo | 0  | 7 | 0 | 0 | 7 | 1  | 37 | –36 | 0  | Zona de rebaixamento à Série A3 2025 |

#### Desempenho por rodada
Clubes que lideraram o grupo ao final de cada rodada:
| Rodadas | Rodadas | Rodadas | Rodadas | Rodadas | Rodadas | Rodadas |
| ------- | ------- | ------- | ------- | ------- | ------- | ------- |
| 1       | 2       | 3       | 4       | 5       | 6       | 7       |
| 3BA     |         |         |         |         |         |         |

Clubes que ficaram na última posição do grupo ao final de cada rodada:
| Rodadas | Rodadas | Rodadas | Rodadas | Rodadas | Rodadas | Rodadas |
| ------- | ------- | ------- | ------- | ------- | ------- | ------- |
| 1       | 2       | 3       | 4       | 5       | 6       | 7       |
| VF4     | REC     | REC     | REC     | REC     | REC     | REC     |

## Fase final
As equipes que estão em itálico possuem o mando de campo no primeiro jogo e em negrito as equipes classificadas.
|  | Quartas de final         | Quartas de final         | Quartas de final         | Quartas de final         |   |           | Semifinais       | Semifinais       | Semifinais       | Semifinais       |  |                | Final                     | Final                     | Final                     | Final                     |  |  |
|  | 29 de junho a 8 de julho | 29 de junho a 8 de julho | 29 de junho a 8 de julho | 29 de junho a 8 de julho |   |           | 13 a 20 de julho | 13 a 20 de julho | 13 a 20 de julho | 13 a 20 de julho |  |                | 28 de julho e 4 de agosto | 28 de julho e 4 de agosto | 28 de julho e 4 de agosto | 28 de julho e 4 de agosto |  |  |
|  |                          |                          |                          |                          |   |           |                  |                  |                  |                  |  |                |                           |                           |                           |                           |  |  |
|  | Fortaleza                | 0                        | 2                        | 2                        |   |           |                  |                  |                  |                  |  |                |                           |                           |                           |                           |  |  |
|  | Juventude                | 1                        | 2                        | 3                        |   |           |                  |                  |                  |                  |  |                |                           |                           |                           |                           |  |  |
|  | Juventude                | 1                        | 2                        | 3                        |   | Juventude | 1                | 0                | 1                |                  |  |                |                           |                           |                           |                           |  |  |
|  |                          |                          |                          |                          |   | Juventude | 1                | 0                | 1                |                  |  |                |                           |                           |                           |                           |  |  |
|  |                          | 3B da Amazônia           | 0                        | 5                        | 5 |           |                  |                  |                  |                  |  |                |                           |                           |                           |                           |  |  |
|  | Mixto                    | 3B da Amazônia           | 0                        | 5                        | 5 | 0         | 1                | 1 (2)            |                  |                  |  |                |                           |                           |                           |                           |  |  |
|  | Mixto                    |                          |                          |                          |   | 0         | 1                | 1 (2)            |                  |                  |  |                |                           |                           |                           |                           |  |  |
|  | 3B da Amazônia (pen)     | 0                        | 1                        | 1 (4)                    |   |           |                  |                  |                  |                  |  |                |                           |                           |                           |                           |  |  |
|  | 3B da Amazônia (pen)     | 0                        | 1                        | 1 (4)                    |   |           |                  |                  |                  |                  |  | 3B da Amazônia | 0                         | 1                         | 1                         |                           |  |  |
|  |                          |                          |                          |                          |   |           |                  |                  |                  |                  |  | 3B da Amazônia | 0                         | 1                         | 1                         |                           |  |  |
|  |                          | Bahia                    | 0                        | 2                        | 2 |           |                  |                  |                  |                  |  |                |                           |                           |                           |                           |  |  |
|  | Athletico Paranaense     | Bahia                    | 0                        | 2                        | 2 | 1         | 1                | 2 (1)            |                  |                  |  |                |                           |                           |                           |                           |  |  |
|  | Athletico Paranaense     |                          |                          |                          |   | 1         | 1                | 2 (1)            |                  |                  |  |                |                           |                           |                           |                           |  |  |
|  | Sport (pen)              | 0                        | 2                        | 2 (4)                    |   |           |                  |                  |                  |                  |  |                |                           |                           |                           |                           |  |  |
|  | Sport (pen)              | 0                        | 2                        | 2 (4)                    |   | Sport     | 1                | 0                | 1                |                  |  |                |                           |                           |                           |                           |  |  |
|  |                          |                          |                          |                          |   | Sport     | 1                | 0                | 1                |                  |  |                |                           |                           |                           |                           |  |  |
|  |                          | Bahia                    | 2                        | 2                        | 4 |           |                  |                  |                  |                  |  |                |                           |                           |                           |                           |  |  |
|  | JC                       | Bahia                    | 2                        | 2                        | 4 | 0         | 0                | 0                |                  |                  |  |                |                           |                           |                           |                           |  |  |
|  | JC                       |                          |                          |                          |   | 0         | 0                | 0                |                  |                  |  |                |                           |                           |                           |                           |  |  |
|  | Bahia                    | 2                        | 0                        | 2                        |   |           |                  |                  |                  |                  |  |                |                           |                           |                           |                           |  |  |

### Quartas de final
Chave 1
| 30 de junho Ida            | JC | 0 – 2  | Bahia                         | Itacoatiara, (AM)                                                        |  |
| 16:00                      |    | Súmula | 25' Ellen · 81' Kamile Loirão | Estádio: Floro de Mendonça Árbitro: AM Raimundo José Azevedo de Medeiros |  |
| \| \| JC \| \| Bahia \| \| |    |        |                               |                                                                          |  |
|                            | JC |        | Bahia                         |                                                                          |  |

| 8 de julho Volta           | Bahia | 0 – 0  | JC | Salvador, (BA)                                 |  |
| 19:00                      |       | Súmula |    | Estádio: Pituaçu Árbitro: BA Jady Jesus Caldas |  |
| \| \| Bahia \| \| JC \| \| |       |        |    |                                                |  |
|                            | Bahia |        | JC |                                                |  |

Chave 2
| 29 de junho Ida                      | Athletico Paranaense | 1 – 0  | Sport | Curitiba, (PR)                                           |  |
| 15:00                                | Giovanna 80'         | Súmula |       | Estádio: CAT do Caju Árbitro: PR Lais Aparecida Zavoiski |  |
| \| \| Athletico-PR \| \| Sport \| \| |                      |        |       |                                                          |  |
|                                      | Athletico-PR         |        | Sport |                                                          |  |

| 6 de julho Volta                     | Sport                 | 2 – 1 (4–1 pen.)     | Athletico Paranaense | Recife, (PE)                                      |  |
| 15:00                                | Kaline 53' · Jana 90' | Súmula               | 31' Eduarda          | Estádio: Arruda Árbitro: PE Anderson Luis Marques |  |
|                                      |                       | Penalidades          |                      |                                                   |  |
| Pintinho Kauany Jana Marcelinha      |                       | Juliana Lara Thalita |                      |                                                   |  |
| \| \| Sport \| \| Athletico-PR \| \| |                       |                      |                      |                                                   |  |
|                                      | Sport                 |                      | Athletico-PR         |                                                   |  |

Chave 3
| 30 de junho Ida                        | Mixto | 0 – 0  | 3B da Amazônia | Cuiabá, (MT)                                            |  |
| 18:00                                  |       | Súmula |                | Estádio: Dutrinha Árbitro: MT Eleniel Benedito da Silva |  |
| \| \| Mixto \| \| 3B da Amazônia \| \| |       |        |                |                                                         |  |
|                                        | Mixto |        | 3B da Amazônia |                                                         |  |

| 7 de julho Volta                       | 3B da Amazônia        | 1 – 1 (4–2 pen.)            | Mixto       | Manaus, (AM)                                                           |  |
| 16:30                                  | Gabi Costa 40' (pen.) | Súmula                      | 45+2' Rayla | Estádio: Arena da Amazônia Árbitro: AM Antônio Carlos Pequeno Frutuoso |  |
|                                        |                       | Penalidades                 |             |                                                                        |  |
| Gabi Costa Moara Rute Katy             |                       | Karen Michele Joysinha Gaby |             |                                                                        |  |
| \| \| 3B da Amazônia \| \| Mixto \| \| |                       |                             |             |                                                                        |  |
|                                        | 3B da Amazônia        |                             | Mixto       |                                                                        |  |

Chave 4
| 30 de junho Ida                       | Fortaleza | 0 – 1  | Juventude           | Maracanaú, (CE)                                        |  |
| 16:00                                 |           | Súmula | 86' Thalita Lacerda | Estádio: CT Ribamar Bezerra Árbitro: CE Ingrede Santos |  |
| \| \| Fortaleza \| \| Juventude \| \| |           |        |                     |                                                        |  |
|                                       | Fortaleza |        | Juventude           |                                                        |  |

| 8 de julho Volta                      | Juventude                            | 2 – 2  | Fortaleza                      | Caxias do Sul, (RS)                                   |  |
| 19:00                                 | Kety 4' (pen.) · Thalita Lacerda 27' | Súmula | 28' Natalinha · 63' (pen.) Bea | Estádio: Alfredo Jaconi Árbitro: RS Andressa Hartmann |  |
| \| \| Juventude \| \| Fortaleza \| \| |                                      |        |                                |                                                       |  |
|                                       | Juventude                            |        | Fortaleza                      |                                                       |  |

### Semifinal
Chave 1
| 13 de julho Ida               | Sport       | 1 – 2  | Bahia                          | São Lourenço da Mata, (PE)                                |  |
| 20:30                         | Gessica 73' | Súmula | 12' Ellen · 90+7' Ángela Gómez | Estádio: Arena Pernambuco Árbitro: PE César Pereira Leite |  |
| \| \| Sport \| \| Bahia \| \| |             |        |                                |                                                           |  |
|                               | Sport       |        | Bahia                          |                                                           |  |

| 19 de julho Volta             | Bahia                      | 2 – 0  | Sport | Salvador, (BA)                                 |  |
| 21:00                         | Raissa 38' · Leticia 90+2' | Súmula |       | Estádio: Pituaçu Árbitro: BA Jady Jesus Caldas |  |
| \| \| Bahia \| \| Sport \| \| |                            |        |       |                                                |  |
|                               | Bahia                      |        | Sport |                                                |  |

Chave 2
| 16 de julho Ida                            | Juventude        | 1 – 0  | 3B da Amazônia | Bento Gonçalves, (RS)                                        |  |
| 21:00                                      | Ana Caroline 84' | Súmula |                | Estádio: Montanha dos Vinhedos Árbitro: RS Andressa Hartmann |  |
| \| \| Juventude \| \| 3B da Amazônia \| \| |                  |        |                |                                                              |  |
|                                            | Juventude        |        | 3B da Amazônia |                                                              |  |

| 20 de julho Volta | 3B da Amazônia | 5 – 0  | Juventude | Manaus, (AM)                                                 |  |
| 21:00             |                | Súmula |           | Estádio: Arena da Amazônia Árbitro: AM Rafael Ramos Tourinho |  |

### Final
As partidas da final acontecem em 28 de julho (ida) e 4 de agosto (volta).
O mando de campo das partidas de volta, também para esta fase, será determinado pelos seguintes critérios:
1. Maior somatória de pontos ganhos em toda a competição (soma das fases)
2. Maior número de vitórias em toda a competição (soma das fases)
3. Maior saldo de gols em toda a competição (soma das fases)
4. Sorteio

| Pos. | Equipes        | Pts. | J  | V | E | D | GP | GC | SG  |
| ---- | -------------- | ---- | -- | - | - | - | -- | -- | --- |
| 1    | Bahia          | 26   | 11 | 8 | 2 | 1 | 22 | 5  | +17 |
| 2    | 3B da Amazônia | 24   | 11 | 7 | 3 | 1 | 32 | 4  | +28 |

#### Ida
| 28 de julho Ida | 3B da Amazônia | 0 – 0 | Bahia | Manaus, (AM)               |  |
| 21:00           |                |       |       | Estádio: Arena da Amazônia |  |

#### Volta
| 4 de agosto Volta | Bahia | 2 – 1 | 3B da Amazônia | Salvador, (BA)   |  |
| 11:00             |       |       |                | Estádio: Pituaçu |  |

## Premiação
| Campeonato Brasileiro Feminino de 2024 – Série A2 |
| Bahia                                             |
| ------------------------------------------------- |
| Bahia Campeã (1.º título)                         |

## Estatísticas

### Artilharia
| Gols | Jogadora      | Equipe         |
| ---- | ------------- | -------------- |
| 10   | Bea           | Fortaleza      |
| 8    | Gabi Costa    | 3B da Amazônia |
| 7    | Ísis          | Sport          |
| 6    | Pintinho      | Sport          |
| 6    | Roqueline     | 3B da Amazônia |
| 5    | Helena        | JC             |
| 4    | Ana Caroline  | Juventude      |
| 4    | Ellen Santana | Bahia          |
| 4    | Kety          | Juventude      |
| 4    | Letícia Nunes | Bahia          |
| 4    | Natalia Musa  | Remo           |
| 4    | Paulinha      | 3B da Amazônia |

### Hat-trick
Estes foram os hat-tricks do Campeonato:
|   | Jogadora | Gols          | Mandante           | Placar | Visitante          | Data        | Etapa      | Ref.   |
| - | -------- | ------------- | ------------------ | ------ | ------------------ | ----------- | ---------- | ------ |
| 1 | Ísis     | 48', 51', 71' | JC                 | 1 – 4  | Sport              | 14 de abril | 1.ª rodada | [ 18 ] |
| 2 | Bea      | 8', 47', 78'  | Fortaleza          | 7 – 0  | Recanto Interativo | 11 de maio  | 5.ª rodada | [ 19 ] |
| 3 | Pintinho | 4', 29', 36'  | Recanto Interativo | 0 – 6  | Sport              | 18 de maio  | 6.ª rodada | [ 20 ] |
| 4 | Bea      | 39', 65', 67' | Fortaleza          | 4 – 3  | UDA                | 23 de junho | 7.ª rodada | [ 21 ] |

## Classificação final
| Pos. | Equipes              | P  | J  | V | E | D | GP | GC | SG  | %  | Posição final                                             |
| ---- | -------------------- | -- | -- | - | - | - | -- | -- | --- | -- | --------------------------------------------------------- |
| 1    | Bahia                | 30 | 13 | 9 | 3 | 1 | 24 | 6  | +18 | 77 | Campeão e classificado à e classificado à Série A1 2025   |
| 2    | 3B da Amazônia       | 25 | 13 | 7 | 4 | 2 | 33 | 6  | +27 | 64 | Vice-campeão e classificado à Série A1 2025               |
| 3    | Juventude            | 19 | 11 | 6 | 1 | 4 | 15 | 14 | +1  | 57 | Eliminados nas semifinais e classificadas à Série A1 2025 |
| 4    | Sport                | 18 | 11 | 5 | 3 | 5 | 21 | 9  | +12 | 55 | Eliminados nas semifinais e classificadas à Série A1 2025 |
| 5    | Athletico Paranaense | 15 | 9  | 4 | 3 | 2 | 9  | 7  | +2  | 56 | Eliminados nas quartas de final                           |
| 6    | Fortaleza            | 13 | 9  | 4 | 1 | 4 | 23 | 12 | +11 | 48 | Eliminados nas quartas de final                           |
| 7    | JC                   | 13 | 9  | 4 | 1 | 4 | 15 | 11 | +4  | 48 | Eliminados nas quartas de final                           |
| 8    | Mixto                | 13 | 9  | 3 | 4 | 2 | 16 | 8  | +8  | 48 | Eliminados nas quartas de final                           |
| 9    | Remo                 | 10 | 7  | 3 | 1 | 3 | 14 | 9  | +5  | 48 | Eliminados na primeira fase                               |
| 10   | Minas Brasília       | 10 | 7  | 3 | 1 | 3 | 8  | 5  | +3  | 48 | Eliminados na primeira fase                               |
| 11   | AD Taubaté           | 9  | 7  | 2 | 3 | 2 | 7  | 4  | +3  | 43 | Eliminados na primeira fase                               |
| 12   | São José-SP          | 8  | 7  | 2 | 2 | 3 | 5  | 8  | –3  | 38 | Eliminados na primeira fase                               |
| 13   | UDA                  | 7  | 7  | 2 | 1 | 4 | 10 | 17 | –7  | 33 | Zona de rebaixamento à Série A3 2025                      |
| 14   | VF4                  | 6  | 7  | 2 | 0 | 5 | 5  | 24 | –19 | 29 | Zona de rebaixamento à Série A3 2025                      |
| 15   | Doce Mel             | 0  | 7  | 0 | 0 | 7 | 1  | 30 | –29 | 0  | Zona de rebaixamento à Série A3 2025                      |
| 16   | Recanto Interativo   | 0  | 7  | 0 | 0 | 7 | 1  | 37 | –36 | 0  | Zona de rebaixamento à Série A3 2025                      |